# Kleiner Schierensee
Der Kleine Schierensee ist ein See im Kreis Rendsburg-Eckernförde im deutschen Bundesland Schleswig-Holstein nordwestlich der Ortschaft Schierensee. Der See ist ca. 22 ha groß und bis zu 10,3 m tief.